# Porc de Bazna
Porcul de Bazna este o rasă de porc dezvoltată încă din secolul XIX pe teritoriul Transilvaniei.

## Originea și modul de formare
S-a format în urma unor încrucișări nedirijate între scroafe de rasă Mangalița și vieri de rasă Berk, începând din anul 1872, în localitatea Bazna, din județul Sibiu, utilizându-se și consangvinitatea. Produșii rezultați, având însușiri productive superioare rasei Mangalița, au fost apreciați de crescători, astfel că populația hibridă s-a răspândit în scurt timp în jurul orașelor Mediaș, Sighișoara, Sibiu și Făgăraș, datorită precocității și prolificității superioare față de rasa maternă, locală.
În anul 1885 și apoi după anul 1900 s-au făcut importuri de reproducători Berk din Anglia, care au fost utilizați în scopul ameliorării și omogenizării rasei Bazna, în curs de formare și consolidare. Au mai fost utilizate episodic, pentru infuzie, rasele Yorkshire și Sattelschwein. În ultimii 30 de ani s-a ameliorat prin utilizarea rasei Wessex.
Rasa Bazna a fost recunoscută oficial ca rasă de sine stătătoare în anul 1948, după care s-au înființat câteva nuclee de selecție.

## Aria de răspândire
La scurt timp după formare, porcinele Bazna s-au răspândit în jurul orașelor Mediaș, Sibiu și Făgăraș, având calități superioare raselor Mangalița și Stocli; după cel de-al doilea război mondial rasa Bazna s-a răspândit, ca și rasa de porci Negru de Strei, și în alte zone din Transilvania (județele Cluj, Alba, Hunedoara, Mureș, Harghita și altele), cu precădere în zonele de deal și munte, precum și în Banat, odată cu unele mișcări ale populației în această zonă.

## Însușiri morfo-productive
Porcinele din rasa Bazna sunt de talie mijlocie și au conformația corporală caracteristică tipului morfo-productiv mixt. Capul este potrivit de mare, cu profilul ușor concav. Urechile sunt mijlocii purtate înainte și lateral sau orizontal. Gâtul este scurt, larg și adânc, bine legat de cap și trunchi. Trunchiul este de lungime mijlocie, larg, destul de adânc și aproape cilindric. Linia superioară a corpului este ușor convexă. Grebănul este plin și bine conformat; spinarea și șalele potrivit de lungi și largi. Pieptul potrivit de larg, coastele bine arcuite și flancurile pline, bine întinse. Crupa este potrivit de lungă, largă, ușor oblică și bine îmbrăcată în musculatură. Șuncile sunt bine dezvoltate dar mai puțin descinse. Membrele sunt mijlocii ca lungime, suficient de puternice, animalele au o bună mobilitate. Abdomenul este ceva mai mare decât la alte rase, consecutiv alimentației care cuprinde și furaje suculente (sfeclă, cartofi, napi etc), și prezintă pe partea inferioară 12 sfârcuri așezate simetric.
Culoarea caracteristică rasei este neagră, cu brâu alb care înconjoară trunchiul în dreptul spetelor, cuprinzând și membrele anterioare. Lățimea brâului alb variază de la câțiva cm până la 30-40 cm. Trecerea de la brâul alb la culoarea neagră se face printr-o zonă fumurie, datorită pielii pigmentate și părului nepigmentat, zonă caracteristică tuturor raselor negre cu brâu alb. La unele exemplare, culoarea albă se întâlnește și la extremitățile membrelor posterioare, rât și vârful cozii, particularități de culoare preluate de la rasa Berk. Părul este suficient de bogat, neted sau ușor arcuit, cu lungimea medie de 4 cm și de culoare caracteristică zonei pe care crește. Brâul alb este dominant față de culoarea neagră și roșie, și este recesiv față de culoarea albă. Un număr redus de exemplare sunt de culoare complet neagră sau cu capul negru și restul alb; acestea se exclud de la reproducție.
Prolificitatea rasei este bună, cu o medie de 9,5 purcei la o fătare, din care înțarcă cca. 8 purcei. Capacitatea de alăptare a scroafelor este bună, de cca. 38-42 kg. Longevitatea productivă este remarcabilă: 8-12 fătări/viață. Purceii au 14-15 kg la înțărcare, care se face la vârsta de 2 luni.
Precocitatea este mediocră. Tineretul porcin se introduce la reproducție la vârsta de cca. 10-11 luni, ajungând la dezvoltarea completă de adult la vârsta de 3 ani. Sporul mediu zilnic de greutate realizat în perioada de îngrășare este de 550-600 g, cu un consum specific ridicat, de 5-5,5 U.N. Tineretul se pretează și la îngrășarea timpurie pentru carne, cu o greutate la sacrificare de 90-110 kg, dar fiind o rasă mixtă cele mai bune rezultate se obțin la îngrășarea până la greutatea de 140-160 kg, când raportul carne:grăsime în carcasă este de 1,3-1,4 : 1.
Rasa Bazna este adaptată la condițiile naturale de creștere din aria sa de răspândire. Este puțin pretențioasă la condițiile de întreținere și valorifică bine cele mai variate surse de hrană: pășune, rădăcinoase, cartofi, porumb, resturi menajere etc. Animalele sunt rezistente, putând fi crescute în sistem extensiv și semiintensiv.

## Importanța economică și perspective de dezvoltare
Perspectivele rasei sunt limitate, fiind depășite de perspectivele altor rase de carne, care au însușiri productive superioare. Se va crește în continuare în zonele în care s-a crescut și până în prezent, și unde este apreciat de localnici din cauza rezistenței și a calității cărnii și slăninii, care este fermă. Se va menține, de asemenea, pentru rezerva de gene.